# أديلايد سينكلير
أديلايد سينكلير (بالإنجليزية: Adelaide Sinclair)‏ (16 يناير 1900 في تورونتو - 20 نوفمبر 1982 في أوتا) موظفة مدنية من كندا.

## التعليم
تعلمت أديلايد سينكلير في:
- جامعة تورنتو

## الجوائز
حصلت أديلايد سينكلير على الجوائز الآتية:
- نيشان الامبراطورية البريطانية من رتبة ضابط
- ضابط وسام كندا